# القطعة إس تي (رسم قلب)
تُمثل القطعة إس تي في رسم القلب المركب كيو آر إس والموجة تي، وتكون مدتها 0. 005 إلى 0.150 ثانية (5 إلى 150 مللي ثانية).